# نسور الزوبعة
كانت نسور الزوبعة الجناح العسكري المسلح للحزب السوري القومي الاجتماعي. وقد شاركوا في أعمال عسكرية مشتركة مع الجيش العربي السوري وقوات الدفاع الوطني وقوات أخرى وفي المحافظات الغربية السورية والوسطى مثل اللاذقية وحمص ودرعا ومحافظة حماة والسلمية. قامت نسور الزوبعة بتجنيد المواطنين السوريين واللبنانيين من كافة الطوائف والأديان المناصرين للحزب والأعضاء المنتمين له كان بإمكانهم الانضمام إلى القوات. طردت نسور الزوبعة داعش من صدد في نوفمبر 2015 بمساعدة أعضاء الجيش السوري ومقاتلي ميليشيا سوتورو المقيمة في القامشلي، الذين تم نقلهم من شمال شرق سوريا على متن طائرة شحن روسية في عملية لوجستية غير مسبوقة وكما قامت بتأمين العديد من المناطق بالاشتراك مع قوات أخرى رديفة للجيش السوري كما في مدينة السلمية وأريافها ومشاركتها في اقتحام قرى ريف السلمية وعقارب والمبعوجة في محافظة حمص وطرد داعش منها. كما كان لهذه القوات تواجد كبير في محافظة السويداء فهيَ أوكل لها المسؤولية عن محاور عدة في أرياف المحافظة. أيضاً كان لديهم مركز تدريبي واستقطابي في مدينة اللاذقية وثكنة تدريب في منطقة الدريج بريف دمشق. شمل دور هذه القوات أعمال قتالية عدة أي أنها احتوت على سرايا اقتحام وسرايا متشكلة من سكان المناطق المحازبين مهمتها حواجز تفتيش وحماية وبعضها متوزع في نقاط حماية على جبهات ساخنة. بلغ تعداد هذه القوات حوالي 8000 مقاتل من كافة الأعمار. فهيَ تؤمن بالقومية السورية وتعتبر أنطون سعادة مؤسس الحزب قدوتهم وهدفهم وحدة سوريا الطبيعة ومنع التقسيم.